# 용원성 생활사
용원성 생활사(溶原性生活史, 영어: lysogenic cycle)은 바이러스의 일종인 박테리오파지가 증식하는 두 가지 방법 중 하나이다. 용균성 생활사에서 박테리오파지의 증식이 숙주 세포의 파괴를 일으키는 반면 용원성 생활사에서는 숙주 세포의 파괴가 일어나지 않고 박테리오파지의 유전자가 복제된다. 용균성 생활사와 용원성 생활사를 모두 거치는 박테리오파지를 온건성 파지라고 한다. 대표적인 온건성 파지로는 람다 파지가 있다.

## 증식의 과정
우선 박테리오파지는 숙주 세포의 표면에 부착하고, 그 후 박테리오파지의 DNA 또는 RNA를 숙주 세포로 주입한다. 유입된 박테리오파지의 유전 물질은 숙주 세포 내에서 고리 모양을 이룬다. 이 시점에서 특정한 요소들이 박테리오파지가 용균성 생활사를 거칠 것인지, 아니면 용원성 생활사를 거칠 것인지를 결정한다. 만일 용균성 생활사를 거칠 경우 박테리오파지의 유전 물질은 즉시 새로운 박테리오파지의 생성을 유도하고 숙주 세포를 파괴하여 새롭게 생성된 박테리오파지를 내보낸다. 용원성 생활사를 거칠 경우 박테리오파지의 유전자는 숙주 세포의 DNA 사이로 삽입된다. 숙주 세포의 DNA에 삽입된 박테리오파지의 유전자를 프로파지라고 한다. 프로파지는 숙주 세포가 증식할 때마다 숙주 세포의 DNA와 함께 복제가 되므로 숙주 세포를 파괴하지 않고 박테리오파지의 유전자를 복제할 수 있다.
간혹 프로파지가 숙주 세포의 DNA를 빠져나와 다시 고리형을 이룰 수 있는데, 이 경우 다시 특정한 인자가 용균성 생활사를 거칠 것인지, 아니면 용원성 생활사를 계속 진행시킬 것인지 결정하게 된다. 이를 결정하는 인자는 보통 환경으로부터 기인한다. 방사선이나 특정한 화합물의 존재는 박테리오파지를 용원성 생활사로부터 용균성 생활사로 전환시킬 수 있다.

## 프로파지
프로파지(영어: prophage)는 박테리오파지의 유전자가 숙주세포의 DNA에 삽입되어 있는 것을 의미한다. 프로파지로 인해 생성되는 몇몇 단백질은 나머지 프로파지 유전자가 발현되어 새로운 박테리오파지가 생성되는 것을 막기 때문에 프로파지는 숙주 세포 내에서 숙주 세포가 복제될 때마다 같이 복제될 수 있다.
일부 프로파지 내의 유전자는 숙주 세포 내에서도 발현이 되는데, 이는 숙주 세포의 표현형에 영향을 줄 수 있다. 예를 들어 디프테리아, 보툴리누스 중독, 성홍열을 일으키는 세 종류의 박테리아는 원래 인간에게 독이 되는 물질을 만들지 않는다. 그러나 특정한 종류의 프로파지를 가지고 있는 박테리아는 독성 물질을 만들어 낼 수 있고, 이로 인해서 병이 발생하게 된다.

## 같이 보기
- 용균성 생활사

## 참고 문헌
- Campbell, N. A. et al., Biology, 8th edition, San Francisco: Pearson Benjamin Cummings, 2007.